# Rusłan Koszułynski
Rusłan Wołodymyrowycz Koszułynski, ukr. Руслан Володимирович Кошулинський (ur. 9 września 1969) – ukraiński polityk, jeden z liderów nacjonalistycznej partii Swoboda, w latach 2012–2014 wiceprzewodniczący Rady Najwyższej.

## Życiorys
Pod koniec lat 80. odbył służbę wojskową, po czym w 1991 ukończył szkołę techniczną. W 2006 został absolwentem prawa na Tarnopolskim Narodowym Uniwersytecie Ekonomicznym. Był zatrudniony m.in. w restauracji i jako marketingowiec, w połowie lat 90. pracował w Kraju Krasnojarskim. Po powrocie do Lwowa zajmował różne stanowiska w przedsiębiorstwach sektora prywatnego, pełnił też funkcję asystenta deputowanego do Rady Najwyższej, a także zajął się prowadzeniem własnej działalności gospodarczej.
Zaangażował się w działalność polityczną w ramach nacjonalistycznej partii Swoboda. W 2008 został wiceprzewodniczącym tego ugrupowania. W latach 2010–2012 przewodniczył frakcji radnych partii w radzie miejskiej Lwowa. W 2012 został wybrany do ukraińskiego parlamentu, następnie powołany na wiceprzewodniczącego Rady Najwyższej. Mandat deputowanego sprawował do 2014, gdy jego ugrupowanie nie przekroczyło progu wyborczego.
Na początku 2015 w okresie trwającej wojny w Donbasie został zmobilizowany, dołączając do wojsk lądowych. W tym samym roku wybrano go w skład Lwowskiej Rady Obwodowej.
W listopadzie 2018 został przedstawiony jako kandydat ukraińskich ugrupowań nacjonalistycznych w wyborach prezydenckich zaplanowanych na marzec 2019. Wsparcia udzieliły mu poza Swobodą także Organizacja Ukraińskich Nacjonalistów, Kongres Ukraińskich Nacjonalistów i Prawy Sektor. W pierwszej turze głosowania otrzymał około 1,6% głosów.